# Донской заяц
Донской заяц (лат. Lepus tanaiticus) — вымерший вид рода Lepus из отряда зайцеобразных, обитавший в позднем плейстоцене на территории Восточной Европы и Северной Азии.

## Типовой экземпляр
Голотип: № 20557 (177) в коллекции ЗИН РАН. Фрагмент правой ветви нижней челюсти с зубами.
В первоописании у А. А. Гуреева сказано, что местонахождение «р. Урал, между пос. Январцево и г. Уральском», у И. М. Громова и Г. И. Барановой со ссылкой на тот же экземпляр с тем же номером сказано, что найден он «стоянка "Костёнки-IV", с. Александровское, Воронежская обл.».

## Описание
Размеры очень крупные, на 1/10 больше самых крупных современных экземпляров беляка. Нижняя челюсть с высокой зубной частью. У третьего премоляра высота нижней челюсти — 16,0—19,8 мм, тогда как у беляка — 13,4—14,2 мм. По строению коренные зубы напоминают таковые у современных беляков, но они очень массивные. Все части скелета отличаются по сравнению с беляком большей массивностью. При этом барабанные камеры относительно мелкие. Сочленовные мыщелки затылочной кости более узкие, чем у современных беляков. Длина нижнего зубного ряда 18,3—22,2 мм, длина голени 160—195 мм, длина таза 105 мм.

## Распространение
Новгород-Северский, Воронежская область (Костёнки), Южный и Северный Урал, Восточная Сибирь (Берелёх), Чукотский полуостров, дельта реки Лены, арктическое побережье Якутии и Новосибирские острова.

## Некоторые черты экологии
Особенности строения челюсти указывают сильное развитие жевательной мускулатуры. Высокие коронки массивных коренных, круто изогнутая вверх резцовая часть нижней челюсти говорят о питанием грубыми кормами.

## Исследования ДНК
Современные исследования небольшого фрагмента митохондриальной ДНК донских зайцев подтвердили их безусловную близость к современным белякам.